# Sierra (Geographie)
Sierra (spanisch), Serra (portugiesisch, italienisch, katalanisch), Serrano (spanisch, portugiesisch) oder Serranía (spanisch) ist ein Name (Oronym) für Gebirge. Er ist weltweit verbreitet.

## Wortherkunft
Sierra ([ˈsjera], spanisch für „Säge“, von lateinisch serra) ist die bildhafte Bezeichnung für eine schroffe Bergkette oder für ein Kettengebirge. Die adjektivische Form serrano bedeutet im erweiterten Sinn allgemein „Berg-“, vergleichbar dem deutschen alpin zu Alpen. Das abgeleitete Wort serranía entspricht dann „Bergland“ oder „Hügelkette“. Sierra ist neben Cordillera der häufigste Bestandteil von Gebirgsnamen.
Die portugiesische Entsprechung ist serra [ˈsɛʀa], das Adjektiv lautet ebenfalls serrano. Auch in der italienischen Sprache kommt der Begriff vor. Mit der spanischen Kolonialisation verbreitete sich die Bezeichnung weltweit, insbesondere in Südamerika und auf den Philippinen.

## Gebirgsnamen
- Sierra ist die in Ecuador und Peru verbreitete Bezeichnung für den dortigen Bereich der Anden
- La Serra, ein Bergrücken in der Nähe der italienischen Stadt Ivrea

mit namentlichen Zusätzen:
- mit dem Zusatz nevada („beschneit“) mehrere Gebirgszüge, siehe Sierra Nevada
- mit dem Zusatz madre („Mutter“) mehrere Gebirgszüge, siehe Sierra Madre
- Sierra Maestra mit dem Zusatz maestra („großartig“) ein Gebirge im Osten Kubas
- Serranía de Ronda, Bergland in Andalusien, Spanien
- serra lyoa („Löwenberge“) für die Berge am Freetown Peninsula in Westafrika, heute der Name des Staates Sierra Leone

Sonstiges:
- Serrania (Minas Gerais), Gemeinde in Brasilien